# Anisonychus mirabilis
Anisonychus mirabilis es una especie de coleóptero de la familia Attelabidae.

## Distribución geográfica
Habita en Vietnam y la China.